# Ovarialinsuffizienz
Bei der Ovarialinsuffizienz (engl. ovarian insufficiency oder ovarian failure) können die Eierstöcke der Frau, die in der Fachsprache Ovarien genannt werden, aus unterschiedlichen Gründen nur ungenügend oder überhaupt nicht mehr ihren Aufgaben nachkommen. Die Aufgaben der Eierstöcke bestehen aus der Ausreifung von Eizellen zur Fortpflanzung und aus der Produktion der weiblichen Sexualhormone wie des Progesterons und des Estrogens, zur Fortpflanzung, zur Regelung des Menstruationszyklus und zur Beeinflussung zahlreicher anderer Prozesse im weiblichen Körper. Die Funktion und die Produktionsmenge der Eierstöcke werden normalerweise vom Hypothalamus und der Hirnanhangsdrüse (Hypophyse) mithilfe des Gonadoliberins  (GnRH) und der zwei Gonadotropine luteinisierendes Hormon (LH) und follikelstimulierendes Hormon (FSH) überwacht und fein eingestellt. Ein Fehler auf einer dieser drei Ebenen, das heißt auf der Ebene des Hypothalamus, der Ebene der Hirnanhangsdrüse oder der Ebene der Eierstöcke, führt zu einer Störung der Funktion der Eierstöcke, einer Ovarialinsuffizienz. Abhängig von der Störungsebene wird zwischen unterschiedlichen Formen der Ovarialinsuffizienz unterschieden, die auf verschiedenen Ursachen beruhen. Das Hauptsymptom der Ovarialinsuffizienz ist eine Unregelmäßigkeit des Menstruationszyklus bis zum Ausbleiben der Menstruation mit einer Verminderung der Fruchtbarkeit der betroffenen Frau bis zur Unfruchtbarkeit. Je nach Form und Ursache der Ovarialinsuffizienz können weitere Beschwerden hinzutreten. Zur Diagnose einer Ovarialinsuffizienz werden Gespräch, körperliche Untersuchung, Blutuntersuchungen, bildgebende Verfahren und/oder eine Analyse der Erbinformation verwendet. Die Behandlung bei einer Ovarialinsuffizienz wird durch deren Form und Ursache bestimmt. Es müssen insbesondere die fehlenden weiblichen Sexualhormone ersetzt werden.

## Formen
Bei der Ovarialinsuffizienz ist ein Fehler im Regelkreislauf zwischen dem Hypothalamus, der Hirnanhangsdrüse und den Eierstöcken aufgetreten, sodass die Eierstöcke ihren Aufgaben nur noch ungenügend nachkommen, was sich bei den betroffenen Frauen meist in Form eines unregelmäßigen Menstruationszyklus zeigt. Je nachdem, wo der Fehler aufgetreten ist, wird zwischen einer primären und einer sekundären Ovarialinsuffizienz unterschieden. Die sekundäre Ovarialinsuffizienz kann weiter in eine hypothalamische Ovarialinsuffizienz, eine hypophysäre Ovarialinsuffizienz und eine hyperandrogenämische Ovarialinsuffizienz unterteilt werden.
Die primäre Ovarialinsuffizienz beruht auf einer Veränderung der Eierstöcke selbst. Es kann sich dabei um eine Fehlbildung oder um eine Funktionsstörung der Eierstöcke handeln, die angeboren sind oder im Laufe des Lebens erworben wurden. Es wird bei der primären Ovarialinsuffizienz auch von einem hypergonadotropen Hypogonadismus gesprochen. Denn die Eierstöcke, die die weiblichen Gonaden sind, werden bei der primären Ovarialinsuffizienz zwar ausreichend vom Hypothalamus und der Hirnanhangsdrüse mithilfe einer erhöhten Menge des Releasing-Hormons GnRH und der Gonadotropine LH und FSH zur Hormonproduktion und zur Eizellreifung angetrieben, deshalb hypergonadotrop, aber sie können wegen einer Veränderung ihren Aufgaben nicht nachkommen, deshalb Hypogonadismus. Normalerweise ist bei weiblichen Neugeborenen in den Eierstöcken ein Vorrat von Eizellen vorhanden, der von der Pubertät bis etwa zum 50. Lebensjahr für einen monatlichen Eisprung ausreicht. Anschließend sind in den Eierstöcken keine Eizellen mehr vorhanden, die reifen könnten, und die Hormonproduktion in den Eierstöcken wird deutlich reduziert. Damit wechselt die Frau von der fruchtbaren in die unfruchtbare Phase. Dieser Übergang wird als Klimakterium oder Wechseljahre bezeichnet. Tritt dieser Übergang bereits vor dem 40. Lebensjahr auf, das heißt, wurden die Eierstöcke entfernt oder sind die Eizellen in den Eierstöcken frühzeitig aufgebraucht, oder sind die Eierstöcke nicht in der Lage, regelmäßig Eizellen ausreifen zu lassen, tritt eine primäre Ovarialinsuffizienz auf, wobei von einem Klimakterium praecox oder vorzeitigen Wechseljahren gesprochen wird. Weitere mögliche Bezeichnungen für diesen zu frühen Übergang sind vorzeitige Ovarialinsuffizienz oder prämature Ovarialinsuffizienz (POI) und im englischen Sprachraum primary ovarian insufficiency oder premature ovarian failure (POF).
Bei der sekundären Ovarialinsuffizienz sind die Eierstöcke vollkommen funktionstüchtig. Die sekundäre Ovarialinsuffizienz entsteht als Folge einer Veränderung eines anderen Organs oder Gewebes im Körper, beispielsweise einer Veränderung im Bereich der Hirnanhangsdrüse oder des Hypothalamus. Dazu gehören auch psychische Veränderungen. Es wird bei der sekundären Ovarialinsuffizienz auch von einem hypogonadotropen Hypogonadismus gesprochen. Denn die Eierstöcke, die weiblichen Gonaden, werden bei der sekundären Ovarialinsuffizienz nicht mehr genügend vom Hypothalamus und der Hirnanhangsdrüse zur Hormonproduktion und zur Eizellreifung angetrieben, deshalb hypogonadotrop, sodass die Eierstöcke ihren Aufgaben nicht mehr nachkommen, deshalb Hypogonadismus. Die sekundäre Ovarialinsuffizienz kann, in eine hypothalamische Ovarialinsuffizienz, eine hypophysäre Ovarialinsuffizienz und eine hyperandrogenämische Ovarialinsuffizienz unterteilt werden. Bei der hypothalamischen Ovarialinsuffizienz wird der Hypothalamus in seiner Aufgabe als Steuerorgan der Eierstöcke gestört. Bei der hypophysären Ovarialinsuffizienz kann die Hirnanhangsdrüse durch eine Veränderung nicht mehr zwischen dem Hypothalamus und den Eierstöcken vermitteln. Bei der hyperandrogenämischen Ovarialinsuffizienz beeinträchtigen unterschiedliche Erkrankungen, bei denen im Blut die Menge an männlichen Sexualhormonen, den sogenannten Androgenen, vermehrt ist, die Funktion der Eierstöcke.
Bei einer hypothalamischen Ovarialinsuffizienz ist im Hypothalamus, einem bestimmten Areal des Gehirns, ein Fehler aufgetreten. Der Hypothalamus misst dauernd die Menge an Sexualhormonen im Blut. Je nachdem, ob die Menge an Sexualhormonen im Blut zu gering, ausreichend oder zu groß ist, produziert der Hypothalamus mehr, gleich viel oder weniger von dem Hormon GnRH. Das produzierte GnRH gibt er mit einem Intervall von 90 Minuten ins Blut ab, mit welchem es zur Hirnanhangsdrüse transportiert und dort für die Eierstöcke übersetzt wird. Kann der Hypothalamus die Menge an Sexualhormon im Blut nicht mehr messen oder nicht mehr ausreichend beziehungsweise gar kein GnRH mehr produzieren oder wird der Rhythmus gestört, mit dem der Hypothalamus das GnRH ans Blut abgibt, kann der Hypothalamus den Eierstöcken nicht mehr mitteilen, dass sie Sexualhormone herstellen und die Eizellen ausreifen lassen sollen. Somit stellen die Eierstöcke ihren Betrieb ein und es entsteht eine Ovarialinsuffizienz, obwohl die Eierstöcke vollkommen normal ausgebildet sowie funktionsfähig sind und über ausreichend Eizellen verfügen.
Bei der hypophysären Ovarialinsuffizienz ist die Hirnanhangsdrüse in ihren Aufgaben eingeschränkt. Normalerweise erhält sie vom Hypothalamus in Form des GnRH die Anweisung, den Eierstöcken in Form der Gonadotropine LH und FSH mitzuteilen, was sie zu tun haben. Durch eine Veränderung im Bereich der Hirnanhangsdrüse kann die Hirnanhangsdrüse die Eierstöcke nicht mehr zum Funktionieren antreiben. Deshalb stellen die Eierstöcke ihren Betrieb ein und eine Ovarialinsuffizienz entsteht, obwohl die Eierstöcke vollkommen normal ausgebildet sowie funktionsfähig sind und über genügend Eizellen verfügen.
Kann nicht eindeutig unterschieden werden, ob eine sekundäre Ovarialinsuffizienz auf einer Störung des Hypothalamus oder auf einer Störung der Hirnanhangsdrüse beruht, wird von einer hypothalamisch-hypophysären Ovarialinsuffizienz gesprochen.
Zur hyperandrogenämischen Ovarialinsuffizienz werden drei Krankheiten gezählt, die in bestimmten Familien gehäuft auftreten. Es handelt sich dabei um das polyzystische Ovarialsyndrom (PCOS), die Hyperthecosis ovarii und das adrenogenitale Syndrom (AGS). Bei allen drei werden die Funktion der Eierstöcke bis zum Auftreten einer Ovarialinsuffizienz gestört und vermehrt männliche Sexualhormone produziert. Zu den männlichen Sexualhormonen, den Androgenen zählen das Testosteron, das Androstendion, das Dehydroepiandrosteron (DHEA) und das Dehydroepiandrosteronsulfat (DHEAS). Die vermehrte Menge an männlichen Sexualhormonen im Blut verursacht bei den betroffenen Mädchen, Jugendlichen und Frauen unterschiedlich ausgeprägte Vermännlichungserscheinungen, in der Fachsprache Virilisierungserscheinungen genannt.

## Ursachen

### Primäre Ovarialinsuffizienz
Mehrere Vorgänge können zu einer primären Ovarialinsuffizienz führen. Erstens können die Eierstöcke während der Entwicklung in der Schwangerschaft nicht vollständig ausgebildet worden sein und gar keine Eizellen besitzen. Zweitens kann der Vorrat an Eizellen in den Eierstöcken frühzeitig, das heißt vor Erreichen des 40. Lebensjahres, aufgebraucht sein oder die Eierstöcke werden vor Erreichen des 40. Lebensjahres operativ entfernt. Drittens können die Eierstöcke nicht richtig funktionieren und bei der Hormonproduktion sowie beim regelmäßigen Ausreifen der vorhandenen Eizellen versagen. In allen drei Fällen können die Eierstöcke ihre Aufgaben, das Ausreifen der Eizellen für die Fortpflanzung und die Produktion der weiblichen Sexualhormone Östrogen und Progesteron, nicht mehr erfüllen.
Eine primäre Ovarialinsuffizienz kann im Rahmen unterschiedlicher angeborener Störungen der Erbinformation auftreten, bei denen keine funktionstüchtigen Eizellen in den Eierstöcken und an Stelle der normalen Eierstöcke lediglich bindegewebige Leisten, sogenannte Streak-Gonaden, vorhanden sind. Diese Erkrankungen werden mit dem Begriff Gonadendysgenesie bezeichnet. Beispiele für solche angeborenen Erkrankungen sind das Turner-Syndrom, die reine XX-Gonadendysgenesie und das Swyer-Syndrom.
Eine primäre Ovarialinsuffizienz kann aber auch bei Frauen mit normal angelegten Eierstöcken und Eizellen auftreten, wenn ihr Vorrat an Eizellen bereits vor dem 40. Lebensjahr aufgebraucht ist. Es wird von Klimakterium praecox, einer prämaturen Ovarialinsuffizienz (POI) oder vorzeitigen Wechseljahren gesprochen. Mögliche Gründe für ein solches vorzeitiges Versiegen der Eizellen in den Eierstöcken sind schädliche Einflüsse von außen oder Veränderungen im Körper. Zu den äußeren schädlichen Einflüssen gehören Strahlenbehandlungen, Chemotherapien, Operationen im Bereich der Eierstöcke, operative Entfernungen der Eierstöcke, schwere Infektionen und das Rauchen. Zu den eine primäre Ovarialinsuffizienz verursachenden Veränderungen im Körper können Tumoren der Eierstöcke, Enzymdefekte mit Veränderungen im Stoffwechsel oder sogenannte Autoimmunerkrankungen gerechnet werden. Mögliche Enzymdefekte mit Veränderungen im Stoffwechsel sind eine Galaktosämie, eine Thalassaemia major und eine Hämochromatose. Zu den eine Ovarialinsuffizienz verursachenden Autoimmunerkrankungen zählen gewisse Funktionsstörungen der Schilddrüse, eine polyglanduläre Insuffizienz vom Typ I oder II, eine Nebenschilddrüsenunterfunktion (Hypoparathyreoidismus), eine rheumatoide Arthritis, eine idiopathische thrombozytopenische Purpura (ITP), die Blutzuckerkrankheit Diabetes mellitus Typ 1, eine perniziöse Anämie, eine Nebennierenrindeninsuffizienz, eine Vitiligo oder ein systemischer Lupus erythematodes (SLE). Bei Autoimmunerkrankungen begeht das Abwehrsystem des Körpers, das sogenannte Immunsystem, einen Fehler und greift deshalb Gewebe des eigenen Körpers an.
In verschiedenen Studien zur Erforschung des genetischen Hintergrunds der primären Ovarialinsuffizienz wurden unterschiedliche Veränderungen der Erbinformation entdeckt, die in Zusammenhang mit der Entstehung der primären Ovarialinsuffizienz stehen könnten. Bei etwa zehn Prozent der Frauen, die an einer prämaturen Ovarialinsuffizienz mit einem Übergang der fruchtbaren in die unfruchtbare Phase vor dem 40. Lebensjahr leiden, wurde eine Verlängerung eines Triplett-Repeats im FMR1-Gen (Fragiles-X-Mentales Retardierung-Gen) entdeckt. Das FMR1-Gen liegt auf dem langen Arm des X-Chromosoms und ist an der Prozessierung der mRNA beteiligt. In der Normalbevölkerung liegen bis zu 40 Wiederholungen des Tripletts vor. Durch die Verlängerung des FMR1-Gens kann kein funktionstüchtiges FMR-Protein mehr hergestellt werden. Die Verlängerung des Triplett-Repeats (Trinukleotid-Repeat-Erkrankung) im FMR1-Gen verursacht außerdem das Fragiles-X-Syndrom (FXS) und das Fragiles-X-assoziierte Tremor-/Ataxie-Syndrom (FXTAS). So können Betroffene dieser Erkrankungen auch an einer prämaturen Ovarialinsuffizienz leiden beziehungsweise Betroffene einer primären Ovarialinsuffizienz Kinder mit einem Fragiles-X-Syndrom oder einem Fragiles-X-assoziierten Tremor-/Ataxie-Syndrom gebären, wenn sie den Kindern die Veränderung des Gens vererben.
Neben dem FMR1-Gen wurde bei etwa 4,7 Prozent der Frauen, die an einer prämaturen Ovarialinsuffizienz leiden, eine Mutation des BMP15-Gens (Human Bone Morphogenetic Protein 15-Gen) gefunden, das auf dem kurzen Arm des X-Chromosoms liegt. Das Gen wird in den Eierstöcken für die Eizellreifung benötigt.
Daneben sind weitere Gene bekannt, die bei den Trägerinnen eine Disposition für eine prämature Ovarialinsuffizienz bewirken. Dazu gehören das POF2 (DIAPH2) und das POF5 (AFF2) auf dem langen Arm des X-Chromosoms, das POF4 (LHCGR) und das POF6 (FSHR) auf dem kurzen Arm des Chromosoms 2 sowie das POF3 (FOXL2) auf dem langen Arm des Chromosoms 3.
Eine seltene Spezialform der prämaturen Ovarialinsuffizienz stellt das sogenannte Resistant-Ovary-Syndrom dar. Dabei verfügen die Eierstöcke über ausreichend Eizellen und sind vollkommen funktionstüchtig, jedoch ist bei diesem Syndrom der FSH-Rezeptor defekt. Deshalb verstehen die Eierstöcke die durch das Gonadotropin FSH übermittelten Befehle des Hypothalamus und der Hirnanhangsdrüse zur Hormonproduktion und Eizellreifung nicht und stellen ihre Funktion ein.
In sehr vielen Fällen kann die genaue Ursache für eine primäre Ovarialinsuffizienz nicht bestimmt werden. Es wird dann von einer idiopathischen hypergonadotropen Ovarialinsuffizienz gesprochen.

### Hypothalamische Ovarialinsuffizienz
Eine hypothalamische Ovarialinsuffizienz ist eine tertiäre Ovarialinsuffizienz. Denn die Ursache der Ovarialinsuffizienz liegt nicht in den Eierstöcken, sondern im Bereich des Hypothalamus, der die Eierstöcke zur Produktion von Sexualhormonen und zur Eizellreifung antreibt. Treibt der Hypothalamus wegen einer Veränderung die Eierstöcke nicht mehr an, beenden die Eierstöcke in der Folge die Produktion der weiblichen Sexualhormone und der Ausreifung der Eizellen. Mögliche Ursachen für eine hypothalamische Ovarialinsuffizienz sind psychische Belastungen, Essstörungen mit deutlichem Gewichtsverlust, wie eine Magersucht (Anorexia nervosa) oder eine Ess-Brech-Sucht (Bulimie), eine Unterernährung, exzessiv betriebener Leistungssport oder die Einnahme von bestimmten Medikamenten. Sie alle stören im Hypothalamus die Produktion und die rhythmische Ausschüttung von GnRH, mit welchem der Hypothalamus die Eierstöcke antreibt. Aber auch Tumoren, wie ein Kraniopharyngeom, Verletzungen, Schlaganfälle, Entzündungen, infiltrative Prozesse, wie eine Sarkoidose, Bestrahlungen oder Operationen im Bereich des Hypothalamus oder eine Unterfunktion der Schilddrüse können eine hypothalamische Ovarialinsuffizienz verursachen. Eine seltene Ursache für eine hypothalamische Ovarialinsuffizienz ist das sogenannte Kallmann-Syndrom, wegen der Symptome auch olfaktogenitales Syndrom genannt. Dabei handelt es sich um eine Veränderung der Erbinformation, die von einer Generation an die nächste weitergegeben werden kann. Die Veränderung der Erbinformation äußert sich mit einem verminderten bis fehlenden Geruchssinn und einer Unterfunktion der Eierstöcke wegen eines Ausfalls der rhythmischen Ausschüttung des GnRH aus dem Hypothalamus, das heißt einer hypothalamischen Ovarialinsuffizienz.

### Hypophysäre Ovarialinsuffizienz
Bei der hypophysären Ovarialinsuffizienz handelt es sich ebenfalls um eine sekundäre Ovarialinsuffizienz. Hier liegt die Ursache der Ovarialinsuffizienz im Bereich der Hirnanhangsdrüse (Hypophyse), die die Produktionsbefehle des Hypothalamus nicht mehr für die Eierstöcke übersetzt, sodass die Eierstöcke nicht mehr zur Produktion der weiblichen Sexualhormone und zur Ausreifung der Eizellen angetrieben werden und in der Folge ihre Arbeit einstellen. Mögliche Ursachen für eine hypophysäre Ovarialinsuffizienz sind Entzündungen, Tumoren inklusive das Kraniopharyngeom, Verletzungen oder Schlaganfälle im Bereich der Hirnanhangsdrüse, durch welche das Gewebe der Hirnanhangsdrüse dermaßen stark beschädigt wird, dass es nicht mehr in der Lage ist, ausreichend Gonadotropine herzustellen und damit die Funktion der Eierstöcke zu steuern. Aber auch ein Prolaktinüberschuss, ein im Überfluss Adrenocorticotropin (ACTH) oder Wachstumshormon (GH) produzierender gutartiger Tumor der Hirnanhangsdrüse, das seltene Sheehan-Syndrom oder das seltene Laurence-Moon-Biedl-Bardet-Syndrom können eine hypophysäre Ovarialinsuffizienz verursachen. Prolaktin ist ein Hormon, das wie die Gonadotropine in der Hirnanhangsdrüse hergestellt wird und während der Schwangerschaft für das Wachstum der weiblichen Brust und nach der Schwangerschaft während der Stillzeit für die Produktion der Muttermilch verantwortlich ist. Ein Überschuss an Prolaktin im Blut, in der Fachsprache Hyperprolaktinämie genannt, hemmt in der Hirnanhangsdrüse die Produktion der Gonadotropine LH und FSH und führt dadurch zu einer sekundären Ovarialinsuffizienz, die in diesem Fall auch als hyperprolaktinämische Ovarialinsuffizienz bezeichnet wird. Während Schwangerschaft und Stillzeit ist ein solcher Prolaktinüberschuss vollkommen natürlich. Ursachen für einen Prolaktinüberschuss außerhalb von Schwangerschaft und Stillzeit sind unter anderem die Einnahme bestimmter Medikamente, wie gewisse Psychopharmaka, ein Prolaktinom, eine Unterfunktion der Schilddrüse und Stress. Ein Prolaktinom ist ein gutartiger Tumor der Hirnanhangsdrüse, dessen Gewebe so viel Prolaktin herstellt, wie es möchte, und nicht so viel, wie der Körper benötigt. Durch einen gutartigen Tumor der Hirnanhangsdrüse, der im Überschuss ACTH respektive Wachstumshormon (GH) herstellt, entsteht ein sogenanntes Cushing-Syndrom, auch Morbus Cushing genannt, respektive eine Akromegalie, die ebenfalls die Produktion der Gonadotropine hemmen und damit eine sekundäre Ovarialinsuffizienz zur Folge haben. Beim seltenen Sheehan-Syndrom wird bei einer Gebärenden wegen eines großen Blutverlustes während der Geburt die Hirnanhangsdrüse nicht mehr ausreichend durchblutet und mit Sauerstoff sowie Nährstoffen versorgt, sodass das Gewebe der Hirnanhangsdrüse abstirbt und die Hirnanhangsdrüse nicht mehr ausreichend Gonadotropine LH und FSH herstellen kann. Dies führt wiederum dazu, dass die Eierstöcke ihre Aufgaben nicht mehr erfüllen und eine sekundäre Ovarialinsuffizienz auftritt. Bei den Betroffenen des Laurence-Moon-Biedl-Bardet-Syndroms ist eine Veränderung der Gene vorhanden, die zu einer Insuffizienz des Vorderlappens der Hirnanhangsdrüse und damit ebenfalls zu einer ungenügenden Produktion der Gonadotropine LH und FSH führt, sodass die Eierstöcke nicht mehr ausreichend ihren Pflichten nachkommen, was sich wiederum mit einer sekundären Ovarialinsuffizienz zeigt.

### Hyperandrogenämische Ovarialinsuffizienz
Bei der hyperandrogenämischen Ovarialinsuffizienz handelt es sich wiederum um eine sekundäre Ovarialinsuffizienz. Die hyperandrogenämische Ovarialinsuffizienz kann im Rahmen eines polyzystischen Ovarialsyndroms, einer Hyperthecosis ovarii oder eines adrenogenitalen Syndroms auftreten. Beim polyzystischen Ovarialsyndrom (PCOS) und bei der Hyperthecosis ovarii ist die Ursache für die Störung in den Eierstöcken mit vermehrter Bildung von Androgenen, den männlichen Sexualhormonen, bisher nicht vollständig geklärt. Beim adrenogenitalen Syndrom sind unterschiedliche Fehler in der Erbinformation aufgetreten, die autosomal-rezessiv von einer Generation an die nächste vererbt werden können und die durch Störung der Enzyme in den Nebennierenrinden unter anderem zu einer vermehrten Produktion männlicher Sexualhormone mit einer hyperandrogenämischen Ovarialinsuffizienz führen.

## Häufigkeit
Bei etwa ein bis zwei Prozent der weiblichen Bevölkerung zeigt sich eine primäre Ovarialinsuffizienz mit einem vorzeitigen Versiegen der Eizellen in den Eierstöcken und einem vorzeitigen Übergang von der fruchtbaren in die unfruchtbare Lebensphase vor dem 40. Lebensjahr. Bis zum Alter von 20 Jahren ist etwa eine von 10.000 Frauen betroffen, bis zum Alter von 30 Jahren etwa eine von 1000 Frauen und bis zum Alter von 40 Jahren etwa eine von 100 Frauen. Die Häufigkeit der sekundären Ovarialinsuffizienz in der weiblichen Bevölkerung wird durch die Häufigkeit der verursachenden Erkrankung bestimmt.

## Symptome
Am häufigsten äußert sich eine Ovarialinsuffizienz mit einem unregelmäßigen Menstruationszyklus. Dabei kann die Ovarialinsuffizienz verschieden stark ausgeprägt sein. In der leichtesten Ausprägung äußert sich dies mit einer sogenannten Gelbkörperschwäche, in der Fachsprache Corpus luteum-Insuffizienz genannt. Bei einer Gelbkörperschwäche reifen die Eizellen in den Eierstöcken aus und es kommt in der Mitte des Menstruationszyklus zu einem Eisprung. Nach dem Eisprung bildet sich der Gelbkörper aber nur ungenügend aus und kann während der zweiten Hälfte des Menstruationszyklus nicht genug von dem Hormon Progesteron herstellen, das für einen qualitativ guten Aufbau des Endometriums und das Eintreten einer Schwangerschaft notwendig ist. Eine solche Gelbkörperschwäche zeigt sich den Betroffenen häufig in Form von Schmierblutungen, die vor der eigentlichen Menstruationsblutung eintreten. Neben den Schmierblutungen leiden einige Betroffene während der zweiten Hälfte des Menstruationszyklus außerdem an Brustspannen, depressiven Verstimmungen oder Flüssigkeitseinlagerungen im Gewebe. Die Fruchtbarkeit der betroffenen Frauen ist vermindert, eine Empfängnis somit erschwert.
Bei stärkerer Ausprägung der Ovarialinsuffizienz reifen die Eizellen unvollständig aus, weshalb der Eisprung ausbleibt, wobei in der Fachsprache von einer Anovulation gesprochen wird. Menstruationen können bei den Frauen trotz fehlendem Eisprung auftreten. Ohne vollständige Eizellreifung und ohne Eisprung ist eine Empfängnis jedoch nicht möglich. Betroffene Frauen leiden deshalb an einer Unfruchtbarkeit, sodass ihr Kinderwunsch nicht erfüllt werden kann, was bei den Betroffenen zu psychischen Veränderungen, wie dem Auftreten von Depressionen oder Versagensängsten, und zu einer starken Belastung der Partnerschaft führen kann.
Die schwerste Form der Ovarialinsuffizienz äußert sich mit dem Ausbleiben der Menstruation, in der Fachsprache wird von einer Amenorrhoe gesprochen. Bei einer primären Amenorrhoe tritt bei Mädchen bis zur Vollendung des 15. Lebensjahres keine Menstruation auf. Bei einer sekundären Amenorrhoe ist bei einer Frau oder einem Mädchen mit monatlichen Menstruationen plötzlich die Menstruation seit mindestens drei Monaten ausgeblieben, ohne dass eine Schwangerschaft eingetreten ist. Bei diesen Betroffenen findet gar keine Eizellreifung mehr statt und die Produktion von Östrogen, dem wichtigsten weiblichen Sexualhormon, wird in den Eierstöcken eingestellt, sodass die Schleimhaut in der Gebärmutter, das Endometrium, nicht mehr ausreift und die Menstruation ausbleibt. Neben der Unfruchtbarkeit leiden diese Betroffenen an den Folgen des Östrogenmangels, dazu gehören eine Abnahme der Knochenstabilität, eine sogenannte Osteoporose, ein vermehrter Ausprägungsgrad der Verkalkung der Blutgefäße (Arteriosklerose) mit Zunahme der Wahrscheinlichkeit, an einer Herz-Kreislauf-Krankheit zu erkranken, und das Auftreten von Beschwerden, wie sie in den Wechseljahren typisch sind. Für die Wechseljahre typische Beschwerden sind Hitzewallungen, Gemütsverstimmungen, Schlafstörungen, Müdigkeit bis zur Erschöpfung, Verminderung der Konzentrationsfähigkeit, Rückbildung der Schleimhaut der Scheide und der Blase mit Scheidentrockenheit, Beschwerden beim Geschlechtsverkehr sowie abnehmender Kontrolle der Blasenentleerung und Abnahme des sexuellen Verlangens.
Die genauen Beschwerden eines betroffenen Mädchens beziehungsweise einer betroffenen Frau hängen von der Form und der Ursache der Ovarialinsuffizienz ab.

### Primäre Ovarialinsuffizienz
Bei der primären Ovarialinsuffizienz tritt die Menstruation entweder gar nie ein (primäre Amenorrhoe) oder bleibt plötzlich aus (sekundäre Amenorrhoe) und die Fruchtbarkeit betroffener Frauen ist deutlich vermindert oder die Frauen sind beispielsweise nach Entfernung der Eierstöcke oder bei Vorliegen einer Gonadendysgenesie unfruchtbar. Es können Beschwerden hinzukommen, wie sie bei den Wechseljahren beschrieben werden. Dazu gehören Hitzewallungen, nächtliche Schweißausbrüche, Schlafstörungen, Müdigkeit, Erschöpfungszustände, Gemütsverstimmungen, Scheidentrockenheit, verminderte Blasenkontrolle und Abnahme des sexuellen Verlangens.
Je nach Ursache der primären Ovarialinsuffizienz sind weitere Beschwerden und Veränderungen möglich. So können bei einer primären Ovarialinsuffizienz, die im Rahmen einer Gonadendysgenesie wegen eines Fehlers in der Erbinformation auftritt, neben einer primären Amenorrhoe und Unfruchtbarkeit das Ausbleiben der Pubertätsentwicklung sowie weitere Beschwerden und Auffälligkeiten beobachtet werden. Bei Betroffenen eines Turner-Syndroms sind Minderwuchs, mangelnde Entwicklung der weiblichen Brust und der Schambehaarung, Hautfalten am Hals, Pterygium colli genannt, und ein Schildthorax typisch. Herzfehler und andere Fehlbildungen können hinzutreten. Bei der reinen XX-Gonadendysgenesie ist die weibliche Brust unterentwickelt, während die Schambehaarung normal ist. Fehlbildungen sind möglich. Beim Swyer-Syndrom bleibt die Entwicklung der sekundären Geschlechtsmerkmale während der Pubertät aus. Die sekundären weiblichen Geschlechtsmerkmale sind die weiblichen Brüste, das weibliche Verteilungsmuster der Körperbehaarung, beispielsweise der Schamhaare, und die weibliche Körperfettverteilung.

### Hypothalamische Ovarialinsuffizienz
Eine hypothalamische Ovarialinsuffizienz äußert sich bei Betroffenen auch mit Unregelmäßigkeiten des Menstruationszyklus bis zum Ausbleiben oder gar nicht erst Eintreten der Menstruation mit Verminderung der Fruchtbarkeit bis zur Unfruchtbarkeit. Je nach Ursache der hypothalamischen Ovarialinsuffizienz können weitere Beschwerden hinzutreten. Dazu zählen beispielsweise bei einer Essstörung, wie einer Magersucht, Untergewicht und psychische Auffälligkeiten, bei einem Tumor im Bereich des Hypothalamus Kopfschmerzen, Schwindel, Sehstörungen und/oder Beschwerden durch einen Ausfall anderer Hormone, die vom Hypothalamus neben dem GnRH produziert werden und in Zusammenarbeit mit der Hirnanhangsdrüse für die Steuerung zahlreicher Aufgaben im Körper, wie die Produktion der Schilddrüsenhormone, notwendig sind.

### Hypophysäre Ovarialinsuffizienz
Eine hypophysäre Ovarialinsuffizienz äußert sich bei Betroffenen ebenfalls mit Unregelmäßigkeiten im Menstruationszyklus bis zum Ausbleiben oder gar nicht erst Eintreten der Menstruation mit Verminderung der Fruchtbarkeit bis zur Unfruchtbarkeit. Wie bei der hypothalamischen Ovarialinsuffizienz können je nach Ursache der hypophysären Ovarialinsuffizienz weitere Beschwerden hinzutreten. So ist bei einer Hyperprolaktinämie als Ursache für die hypophysäre Ovarialinsuffizienz eine Galactorrhoe mit Absonderung einer milchigen Flüssigkeit aus den Brustwarzen möglich. Außerdem nehmen das sexuelle Verlangen und die Knochenstabilität ab. Tumoren, Verletzungen, Infektionen oder Schlaganfälle im Bereich der Hirnanhangsdrüse können zu Kopfschmerzen, Sehstörungen und/oder Beschwerden durch einen Ausfall anderer Hormone führen, die von der Hirnanhangsdrüse neben den Gonadotropinen LF und FSH hergestellt werden und in Zusammenarbeit mit dem Hypothalamus für die Steuerung zahlreicher Aufgaben im Körper, wie die Produktion der Schilddrüsenhormone, notwendig sind. Beim Laurence-Moon-Biedl-Bardet-Syndrom können Betroffene zusätzlich an einer Verzögerung der geistigen Entwicklung, einer Adipositas, einer Retinopathia pigmentosa, einer Polydaktylie oder an anderen Anomalien leiden.

### Hyperandrogenämische Ovarialinsuffizienz
Die Beschwerden bei der hyperandrogenämischen Ovarialinsuffizienz werden durch die Krankheit bestimmt, die die Ovarialinsuffizienz verursacht, das heißt durch das polyzystische Ovarialsyndrom, die Hyperthecosis ovarii oder das adrenogenitale Syndrom. Bei allen drei Krankheiten sind neben den Unregelmäßigkeiten im Menstruationszyklus bis zum Ausbleiben oder gar nicht erst Eintreten der Menstruation wegen der übermäßigen Produktion von männlichen Sexualhormonen weitere Beschwerden, wie unterschiedlich ausgeprägte Virilisierungserscheinungen oder vermehrte Akne, möglich. Zu den Virilisierungserscheinungen zählen ein Vermännlichung der Körperbehaarung, Hirsutismus genannt, eine tiefere Stimmlage, eine Klitorishypertrophie, Haarausfall, männliche Körperproportionen durch Zunahme der Muskelmasse und/oder eine Rückbildung der weiblichen Brust. Beim adrenogenitalen Syndrom kann das äußere Genitale bei der Geburt von Mädchen vermännlicht sein. Außerdem sind durch den Ausfall der Produktion von Glucocorticoiden in den Nebennierenrinden beim adrenogenitalen Syndrom Appetitlosigkeit, Gewichtsverlust, Unterzuckerungen (Hypoglykämien), tiefer Blutdruck (Hypotonie) mit Schwindel und Ohnmachtsanfällen (Synkopen), Schwäche, rasche Ermüdung, Verwirrungszustände und Psychosen möglich. Und es kann bei den Betroffenen eines adrenogenitalen Syndroms ein lebensbedrohliches Salzverlustsyndrom auftreten, wenn durch die Veränderung der Erbinformation auch die Produktion des Mineralocorticoids Aldosteron in den Nebennierenrinden gestört wird.

## Diagnostik
Bleiben bei einer Frau frühzeitig, das heißt noch vor dem 40. Lebensjahr, die Menstruationen aus beziehungsweise werden unregelmäßig oder setzt die Menstruation bei Mädchen nicht bis zum 16. Lebensjahr ein oder entwickeln sich bei einem Mädchen die Pubertätszeichen nicht bis zum 14. Lebensjahr, sollte ein Frauenarzt aufgesucht werden. Der Arzt wird sich in einem ausführlichen Gespräch nach Beschwerden, Veränderungen, Entwicklung, Menstruationszyklus, bisherigen Erkrankungen und Behandlungen erkundigen. Anschließend wird der Arzt die Betroffene sorgfältig untersuchen, wozu auch eine Bestimmung des äußeren Erscheinungsbildes inklusive der weiblichen Brust und der Schambehaarung sowie eine Untersuchung der Scheide mit Abtasten der Gebärmutter und der Eierstöcke gehören. Es kann zudem zur Beurteilung der Eierstöcke ein Ultraschall durchgeführt werden. Bei jeder Betroffenen wird der Arzt einen Schwangerschaftstest durchführen, da eine der häufigsten Gründe für das Ausbleiben der Menstruation eine Schwangerschaft ist. Ist das Vorliegen einer Schwangerschaft ausgeschlossen, wird der Arzt anschließend mit einer Blutentnahme die Menge des weiblichen Sexualhormons Estradiol und der Hormone FSH und LH im Blut bestimmen. Die Bestimmung des FSH sollte am dritten Tag des Menstruationszyklus stattfinden, wobei der erste Tag des Menstruationszyklus dem ersten Tag der Menstruation entspricht. Die Durchführung ist folglich nur dann am dritten Tag des Menstruationszyklus möglich, wenn eine Menstruation vorhanden ist. Die Menge an Estradiol im Blut ist bei Vorliegen einer Ovarialinsuffizienz vermindert. Ist die Menge an FSH und LH im Blut in zwei Blutentnahmen, die in einem Abstand von mindestens einem Monat durchgeführt werden, deutlich erhöht, leidet die Betroffene an einer primären Ovarialinsuffizienz. Ist die Menge an FSH und LH im Blut normal oder deutlich vermindert, handelt es sich um eine sekundäre Ovarialinsuffizienz. Mittels eines GnRH-Tests, bei dem den Betroffenen GnRH verabreicht und anschließend erneut die Menge an FSH und LH gemessen wird, kann zwischen einer hypothalamischen und einer hypophysären Ovarialinsuffizienz unterschieden werden. Denn bei einer hypothalamischen Ovarialinsuffizienz nimmt nach Gabe von GnRH die Menge an FSH und LH im Blut in einer zweiten Blutentnahme zu, während sie bei der hypophysären Ovarialinsuffizienz unbeeinflusst bleibt. Bei der hypothalamischen und der hypophysären Ovarialinsuffizienz können neben dem LH und dem FSH noch die Mengen anderer Hormone im Blut verändert sein. So beweist beispielsweise eine Zunahme des Hormons Prolaktin im Blut eine Hyperprolaktinämie, die eine mögliche Ursache für eine hypophysäre Ovarialinsuffizienz ist. Ein Überschuss an männlichen Sexualhormonen, wie dem Testosteron, dem Androstendion, dem Dehydroepiandrosteron (DHEA) oder dem Dehydroepiandrosteronsulfat (DHEAS), im Blut deutet auf eine hyperandrogenämische Ovarialinsuffizienz hin. Dabei kann insbesondere beim polyzystischen Ovarialsyndrom neben den Androgenen auch das Prolaktin im Blut erhöht sein. Es sollte außerdem bei Vorliegen einer primären Ovarialinsuffizienz die Funktion der Schilddrüse und der Nebennierenrinde überprüft werden, da bei Vorliegen einer primären Ovarialinsuffizienz gehäuft eine Schilddrüsenunterfunktion und/oder eine Nebennierenrindeninsuffizienz auftreten.
Mithilfe einer Analyse der Erbinformation kann bei Betroffenen einer primären Ovarialinsuffizienz das Vorliegen beispielsweise eines Turner-Syndroms ausgeschlossen oder bestätigt werden. Mithilfe bildgebender Untersuchungen, wie einer Computertomographie (CT) oder einer Magnetresonanztomographie (MRT), können Veränderungen im Bereich des Hypothalamus oder der Hirnanhangsdrüse dargestellt werden. Mithilfe einer Knochendichtemessung, wie einer dual energy x-ray absorptiometry (DEXA), kann festgestellt werden, wie sehr sich der Mangel an weiblichen Sexualhormonen auf die Struktur des Knochens ausgewirkt hat.
Ist die Ursache für eine primäre Ovarialinsuffizienz eine Gonadendysgenesie, soll außerdem das Herz-Kreislaufsystem, der Urogenitaltrakt, das Skelettsystem sowie die Seh- und Hörfunktion untersucht werden, da eine Gonadendysgenesie von weiteren Fehlbildungen begleitet werden kann.
Zur Diagnose einer Ovarialinsuffizienz kann auch das Führen eines Tagebuchs, in das täglich die am Morgen beim Aufstehen gemessene Körpertemperatur eingetragen wird, helfen. Denn beim Vorliegen einer Ovarialinsuffizienz fehlt es an Eizellen, die ausreifen könnten, weshalb kein Eisprung stattfindet, sodass auch die normalerweise in der Mitte des Menstruationszyklus parallel zum Eisprung beobachtbare Zunahme der Körpertemperatur nicht stattfindet.

## Therapie
Die Behandlung bei Vorliegen einer Ovarialinsuffizienz hängt von der Form und der Ursache der Ovarialinsuffizienz ab.

### Primäre Ovarialinsuffizienz
Eine primäre Ovarialinsuffizienz kann nicht rückgängig gemacht werden, sodass die Möglichkeit einer auf natürlichem Wege eintretenden Schwangerschaft deutlich erniedrigt ist beziehungsweise nach einer Entfernung der Eierstöcke oder bei einer Gonadendysgenesie eine Unfruchtbarkeit besteht. Etwa zehn Prozent der betroffenen Frauen werden trotz primärer Ovarialinsuffizienz in einem Zeitraum von zehn Jahren schwanger. Die Wahrscheinlichkeit einer Schwangerschaft kann lediglich mit einer Eizellspende von einer anderen Frau vergrößert werden. Dabei ist die gesetzliche Regelung zur Durchführung einer Eizellspende weltweit unterschiedlich. In einigen Ländern ist sie gesetzlich verboten, in anderen ist sie erlaubt.
Tritt eine primäre Ovarialinsuffizienz vor dem 40. Lebensjahr auf, sollte bei allen Betroffenen das Ersetzen der fehlenden weiblichen Sexualhormone bis zum Erreichen des 50. Lebensjahres, wann die natürliche Menopause auftreten würde, in Betracht gezogen werden. Denn die weiblichen Sexualhormone sind nicht nur für eine Schwangerschaft notwendig, sondern übernehmen noch weitere Funktionen im weiblichen Körper, beispielsweise die Stabilisierung der Knochen. Die fehlenden weiblichen Sexualhormone, bevorzugt in Form des künstlich hergestellten Ethinylestradiols, können dabei mit Pflastern oder Tabletten ersetzt werden. Dabei wird die Gabe in Form von Pflastern allgemein bevorzugt, da dadurch der Körper stets gleichmäßig viel Estradiol erhält und kleinere Mengen verschrieben werden können, da das Estradiol nicht wie bei den Tabletten nach Aufnahme aus dem Darm in den Körper zuerst in der Leber verarbeitet und dabei teilweise funktionsunfähig gemacht wird. Durch die Gabe von weiblichen Sexualhormonen wird eine vorzeitige Abnahme der Knochenstabilität mit Auftreten einer Osteoporose verhindert und bei betroffenen Mädchen zudem eine normale weibliche Entwicklung ermöglicht. Die Gabe von Estrogenen sollte stets durch die Gabe von Gestagenen ergänzt werden, um einem übermäßigen Wachstum der Schleimhaut in der Gebärmutter, einer sogenannten Endometriumhyperproliferation, mit möglicher Gewebeentartung und einer Mastopathie mit Knotenbildung in der Brust vorzubeugen. Die Betroffenen müssen vor Beginn der Hormonersatzbehandlung darüber informiert werden, dass die Ovarialinsuffizienz und die Menopause nicht identisch sind und deshalb ihre Hormonersatzbehandlung nicht mit der Hormonersatzbehandlung und deren Nebenwirkungen bei Frauen in der Menopause identisch ist.
Neben dem Ersatz der weiblichen Geschlechtshormone sollen die Betroffenen zur Stabilisation der Knochen ausreichend Calcium und Vitamin D mit der Nahrung oder in Form von Nahrungsergänzungsprodukten zu sich nehmen. Außerdem wird den Betroffenen eine regelmäßige körperliche Betätigung ebenfalls zur Stärkung der Knochen und zur Förderung des Herz-Kreislauf-Systems empfohlen.
Eine primäre Ovarialinsuffizienz stellt eine große psychische Belastung dar. Bei der Bewältigung dieser Belastung können verschiedene Maßnahmen helfen. In jedem Fall ist es wichtig, den betroffenen Mädchen, Jugendlichen und Frauen ausreichend Informationen über ihre Diagnose, deren Bedeutung und deren therapeutische Möglichkeiten zu liefern. Neben der Betroffenen sollen die Angehörigen, insbesondere die Lebenspartner, in die Aufklärung über die Erkrankung und die Behandlung einbezogen werden. Außerdem sollen die behandelnden Ärzte ausreichend Zeit und Verständnis für die Information und das Gespräch über die Erkrankung und deren Folgen einplanen. Daneben sind zahlreiche Selbsthilfegruppen vorhanden, deren Mitglieder die gleichen Ängste und Sorgen erlebt haben wie die Patientin. Auch psychotherapeutische Unterstützung kann in gewissen Fällen notwendig sein.
Ist die Ursache für die primäre Ovarialinsuffizienz wie bei einem Swyer-Syndrom eine Gonadendysgenesie mit einem männlichen Karyotyp, das heißt mit einem X- und einem Y-Chromosom, sollten außerdem die bindegewebigen Gonaden operativ entfernt werden, da ein deutlich erhöhtes Risiko besteht, dass dieses Gewebe entartet und ein bösartiger Tumor entsteht.

### Hypothalamische Ovarialinsuffizienz
Die Therapie einer hypothalamischen Ovarialinsuffizienz hängt von ihrer Ursache ab. Ist ein Tumor für die hypothalamische Ovarialinsuffizienz verantwortlich, muss der Tumor mittels Operation, Bestrahlung und/oder Chemotherapie behandelt werden. Sind Stress, Essstörungen oder andere psychische Belastungen für die hypothalamische Ovarialinsuffizienz verantwortlich, sollte eine psychotherapeutische Behandlung neben der Behandlung der körperlichen Beschwerden in die Behandlung der hypothalamischen Ovarialinsuffizienz einfließen. Ist eine Schilddrüsenunterfunktion die Ursache einer hypothalamischen Ovarialinsuffizienz, muss diese unter anderem durch den Ersatz der Schilddrüsenhormone behandelt werden.
Bis zur vollständigen Behebung der Ursache der Ovarialinsuffizienz oder langfristig, wenn die Ursache der Ovarialinsuffizienz nur unvollständig oder gar nicht behandelt werden kann, sollen die Beschwerden der betroffenen Mädchen, Jugendlichen und Frauen mit dem Ersatz der fehlenden weiblichen Sexualhormone bei im Moment nicht bestehendem Kinderwunsch oder der Gonadotropine LH und FSH bei vorliegendem Kinderwunsch gelindert werden. Die fehlenden weiblichen Sexualhormone werden mit Estrogenen in Tablettenform oder in Form von Pflastern ersetzt, die bei vorhandener Gebärmutter durch Gestagene ergänzt werden. Bei vorliegendem Kinderwunsch ist der alleinige Ersatz der weiblichen Sexualhormone nicht ausreichend, da dadurch der normale Menstruationszyklus, der für eine Schwangerschaft unabdingbar ist, nicht in Gang gebracht wird. Diese Frauen müssen zur Erfüllung ihres Kinderwunsches die Gonadotropine LH und FSH in dem Rhythmus in Form von Spritzen oder einer Pumpe ersetzen, in dem sie normalerweise von der Hirnanhangsdrüse ins Blut ausgeschüttet werden.
Führt eine Veränderung im Bereiche des Hypothalamus nicht nur zu einem GnRH-Mangel mit einer Ovarialinsuffizienz, sondern noch zu einem Mangel eines, mehrerer oder aller Hormone, die neben dem GnRH vom Hypothalamus hergestellt werden, müssen auch diese ersetzt werden.

### Hypophysäre Ovarialinsuffizienz
Die Therapie einer hypophysären Ovarialinsuffizienz hängt ebenfalls von ihrer Ursache ab. Ist ein Prolaktinüberschuss für die hypophysäre Ovarialinsuffizienz verantwortlich, so muss diese behoben werden. Bei einem Prolaktinom können dazu bestimmte Medikamente, sogenannte Dopaminagonisten, auch Prolaktinhemmer genannt, eingenommen oder bei schnellem Wachstum des Tumors, Unverträglichkeit der Medikamente oder neurologischen Ausfallerscheinungen eine Operation durchgeführt werden. Zu den Dopaminagonisten gehören unter anderem Bromocriptin, Lisuridmaleat, Cabergolin oder Quinagolid. Sind Medikamente für den Prolaktinüberschuss verantwortlich sollen diese, wenn dies möglich ist, reduziert, abgesetzt oder durch andere ersetzt werden. Sind Tumoren oder Infektionen für die hypophysäre Ovarialinsuffizienz verantwortlich, muss ein Tumor mit Operation, Bestrahlung und/oder Chemotherapie behandelt werden, eine Infektion mit Medikamenten.
Bis zur vollständigen Behebung der Ursache der Ovarialinsuffizienz oder langfristig, wenn die Ursache der Ovarialinsuffizienz nur unvollständig oder gar nicht behandelt werden kann, sollen die Beschwerden der betroffenen Mädchen, Jugendlichen und Frauen mit dem Ersatz der fehlenden weiblichen Sexualhormone bei im Moment nicht bestehendem Kinderwunsch oder der Gonadotropine LH und FSH bei vorliegendem Kinderwunsch gelindert werden. Die fehlenden weiblichen Sexualhormone werden mit Estrogenen in Tablettenform oder in Form von Pflastern ersetzt, die bei vorhandener Gebärmutter durch Gestagene ergänzt werden. Bei vorliegendem Kinderwunsch ist der alleinige Ersatz der weiblichen Sexualhormone nicht ausreichend, da dadurch der normale Menstruationszyklus, der für eine Schwangerschaft unabdingbar ist, nicht in Gang gebracht wird. Diese Frauen müssen zur Erfüllung ihres Kinderwunsches die Gonadotropine LH und FSH in dem Rhythmus in Form von Spritzen oder einer Pumpe ersetzen, in dem sie normalerweise von der Hirnanhangsdrüse ins Blut ausgeschüttet werden.
Führt eine Veränderung im Bereiche der Hirnanhangsdrüse nicht nur zu einem Gonadotropin-Mangel mit einer Ovarialinsuffizienz, sondern noch zu einem Mangel eines, mehrerer oder aller Hormone, die neben den Gonadotropinen LH und FSH von der Hirnanhangsdrüse hergestellt werden, müssen auch diese ersetzt werden.

### Hyperandrogenämische Ovarialinsuffizienz
Die Behandlung besteht in der Behandlung der die hyperandrogenämische Ovarialinsuffizienz verursachenden Erkrankung. Bisher können diese Erkrankungen aber nicht geheilt werden. Zur Linderung der Beschwerden können Betroffene unterschiedliche Medikamente einnehmen.
Ist die Ursache der hyperandrogenämischen Ovarialinsuffizienz beispielsweise ein adrenogenitales Syndrom müssen die Betroffenen Glucocorticoide und bei Störung der Aldosteronproduktion in der Nebennierenrinde zudem Mineralocorticoide einnehmen, wodurch die Überproduktion männlicher Sexualhormone gedrosselt und den Betroffenen die Beschwerden genommen werden. Weibliche Betroffene ohne Kinderwunsch können zudem Verhütungsmittel einnehmen, die antiandrogen wirkende Substanzen, wie das Chlormadinonacetat oder das Cyproteronacetat, enthalten. Frauen mit einem adrenogenitalen Syndrom können schwanger werden und Kinder gebären, sie geben die Veränderung der Erbinformation aber an ihre Kinder weiter, sodass diese Überträger des adrenogenitalen Syndroms sind.
Beim polyzystischen Ovarialsyndrom mit Übergewicht führt oft bereits eine Verringerung des Körpergewichts durch eine Umstellung der Ernährung und vermehrte körperliche Betätigung zu regelmäßigen Menstruationszyklen mit Erfüllung des Kinderwunsches. Reicht dies nicht aus, können Medikamente eingesetzt werden, die den Androgenen entgegenwirken. Dazu gehören die antiandrogenen Substanzen Chlormadinonacetat oder das Cyproteronacetat, die in gewissen Pillen zur Schwangerschaftsverhütung enthalten sind. Aber auch niedrig dosierte Gonadotropinstimulationen oder bei Vorliegen einer pathologischen Insulinresistenz die Anwendung von antidiabetisch wirksamen Substanzen, wie Metformin, sind möglich. Reichen alle diese Maßnahmen nicht aus, um einen Kinderwunsch zu erfüllen, kann eine sogenannte In-vitro-Fertilisation (IVF), eine intrazytoplasmatische Spermieninjektion (ICSI) oder eine Adoption in Betracht gezogen werden.
Bei der Hyperthecosis ovarii ist eine Behandlung sehr schwierig. Mittels Gabe langwirksamer GnRH-Analoga, dem Hormon, mit dem der Hypothalamus die Eierstöcke antreibt, kann die Menge an Testosteron und Androstendion im Blut deutlich vermindert werden, die Produktion von Dehydroepiandrosteronsulfat (DHEAS) in den Eierstöcken wird dadurch aber nicht beeinflusst.

## Prognose
Die Prognose bei Vorliegen einer Ovarialinsuffizienz hängt von der Form und der Ursache der Ovarialinsuffizienz ab. Bei der primären Ovarialinsuffizienz aufgrund einer vorzeitigen Menopause sollen die Betroffenen darüber informiert werden, dass spontane Heilungen auftreten und dass trotz primärer Ovarialinsuffizienz bei zehn Prozent der Betroffenen innerhalb eines Zeitraums von zehn Jahren ohne Behandlung eine Schwangerschaft auftritt. Die Wahrscheinlichkeit für eine Schwangerschaft kann bei ihnen mittels einer Eizellspende vergrößert werden, wobei die Gesetze zur Durchführung einer Eizellspende weltweit variieren. Bei einer primären Ovarialinsuffizienz wegen einer Gonadendysgenesie oder nach operativer Entfernung der Eierstöcke ist keine natürliche Empfängnis mehr möglich. In diesen Fällen kann allein eine Eizellspende oder eine Adoption zur Erfüllung eines Kinderwunsches verhelfen.
Bei der sekundären Ovarialinsuffizienz kann mittels einer Behandlung der Ursache und eines Ersatzes der fehlenden Gonadotropine, wenn sich diese nicht durch die Behandlung der Ursache normalisieren, oder eine künstliche Befruchtung, wie eine In-vitro-Fertilisation (IVF) oder eine intrazytoplasmatische Spermieninjektion (ICSI), eine Schwangerschaft ermöglicht werden.